# Agustín Rueda
Agustín Rueda Sierra (Sallent de Llobregat, Barcelona, 14 de noviembre de 1952 - cárcel de Carabanchel, Madrid, 14 de marzo de 1978) fue un militante anarquista y antifranquista, asesinado por la policía en la prisión de Carabanchel.

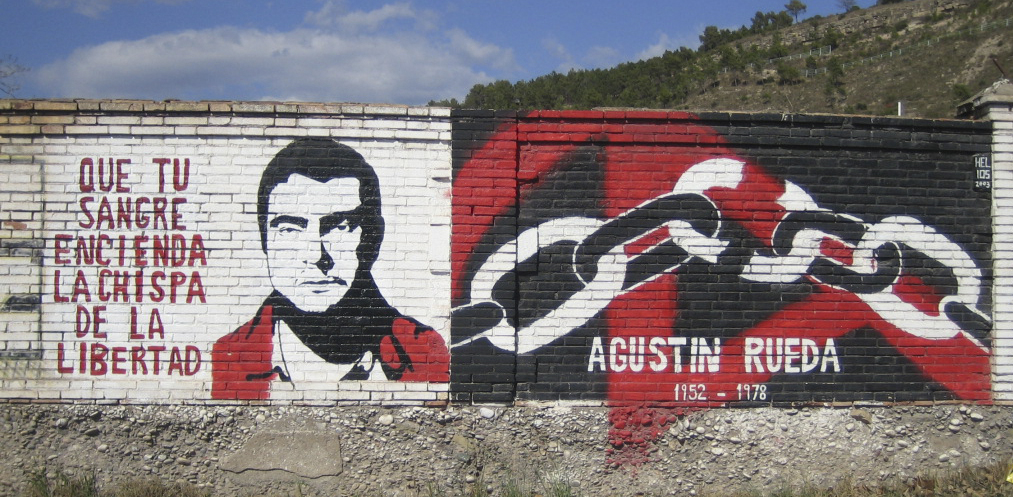
Grafiti en honor a Agustín Rueda en Sallent.

## Orígenes
De madre tejedora y padre minero, nació en una barraca en la colonia industrial de Sallent, donde vivieron hasta que la empresa les concedió un piso en 1956. Tras finalizar los estudios primarios, de 1966 a 1970 trabajó como matricero en una empresa del sector del motor. En abril de 1971 dejó la fábrica y, tras dos trabajos de corta duración como montador en una mina y en una fábrica de tejidos, logró encontrar trabajo en Sallent. En febrero de 1972 participó activamente en la huelga y encierro de los mineros de Balsareny y Sallent, perdiendo su empleo a consecuencia de este hecho. Militante de CNT, estuvo encarcelado hasta febrero de 1973 en la cárcel Modelo de Barcelona a causa de su participación en una manifestación en protesta por las condiciones de vida en la colonia. Cuando salió libre, volvió a Sallent y no encontró trabajo, razón por la cual tuvo que sobrevivir trabajando como temporero de la vendimia en Francia y albañil ocasional. En 1974-1975 cumplió con el servicio militar, perdiendo su residencia en la colonia. En 1976 se estableció en Perpiñán y en Céret, donde contactó con cenetistas exiliados. Durante un tiempo atravesó clandestinamente la frontera llevando fotocopiadoras para la CNT hasta que fue detenido en febrero de 1977, acusado de pertenecer a los Grupos Autónomos de orientación libertaria, a los que acusaban de haber llevado a cabo acciones contra las elecciones sindicales. Después de ser interrogado en la comisaría de Vía Layetana de Barcelona, fue enviado a la prisión de Gerona, donde estableció contacto con la COPEL.

## Muerte
Como consecuencia de su activismo en COPEL, durante la Transición, el 1 de enero de 1978 fue trasladado a la prisión de Carabanchel sin informar a sus abogados de oficio. Al poco de llegar a Carabanchel, participó en la excavación de un túnel junto a otros compañeros encarcelados. El túnel fue descubierto la noche del 13 de febrero de 1978 y siete reclusos fueron identificados como responsables e interrogados y torturados. Agustín Rueda murió el 14 de marzo de 1978, a las 7:30, a causa de un «shock traumático», tal y como hizo constar el doctor Gregorio Arroyo. No fue visto por nadie después de la paliza. El informe de la autopsia pondría en manifiesto como «las lesiones fueron producidas por un grupo de agresores, que usaron un objeto contundente alargado, de tipo blando, como puede ser una porra, y un objeto duro, de menor tamaño. Se puede afirmar que no es posible, excepto con una especial destreza, ocasionar tantas lesiones externas respetando las estructuras óseas subyacentes». El cadáver fue trasladado a Sallent y fue enterrado sin el permiso del Ministerio de Sanidad y Seguridad Social. 
Tres días después, el juez dictaba orden de procesamiento por presunto delito de homicidio contra el director de la cárcel, Eduardo Cantos Rueda, el subdirector Antonio Rubio, el jefe de servicios Luis Lirón de Robles y nueve funcionarios más. El sumario fue cerrado en 1980 pero todos los procesados habían sido puestos en libertad condicional en 1979 por orden de Landelino Lavilla. Los siete presos torturados fueron trasladados a diversas prisiones estatales; uno de ellos murió de un navajazo, cuatro salieron libres y los dos restantes fueron destinados a la cárcel de Herrera de la Mancha: Pedro García Peña y Alfredo Casal Ortega, los testimonios de los cuales fueron decisivos en la investigación del caso de Agustín Rueda y del de Herrera de La Mancha, a raíz del cual fue destituido y condenado el director de la prisión.
En 1988 la Audiencia Provincial de Madrid consideró que la paliza a Agustín Rueda era «un delito de imprudencia temeraria con resultado de muerte» y no un caso de homicidio, a pesar de las contradicciones entre los peritos sobre las causas de la muerte. Eduardo Cantos, director de la cárcel de Carabanchel cuando se produjeron los hechos, el subdirector Antonio Rubio y cinco funcionarios más finalmente fueron condenados a 10 años de prisión, en lugar de los 30 que pedía la acusación. Los otros tres encausados fueron condenados a ocho, siete y seis años, respectivamente. Y a dos años de prisión los médicos José Luis Casas y José María Barigow, que ocultaron el grave estado de Agustín Rueda después de la paliza. De todos ellos, ninguno llegó a permanecer siquiera 8 meses en prisión.